# Severijärvi (sjö i Kemijärvi, Lappland, Finland)
Severijärvi eller Severinjärvi är en sjö i Finland. Den ligger i kommunen Kemijärvi i landskapet Lappland, i den norra delen av landet, 700 km norr om huvudstaden Helsingfors. Severijärvi ligger 145,4 meter över havet. Arean är 1,69 kvadratkilometer och strandlinjen är 15,82 kilometer lång. Sjön  ingår i Kemi älvs huvudavrinningsområde. 